# Beata Umubyeyi Mairesse

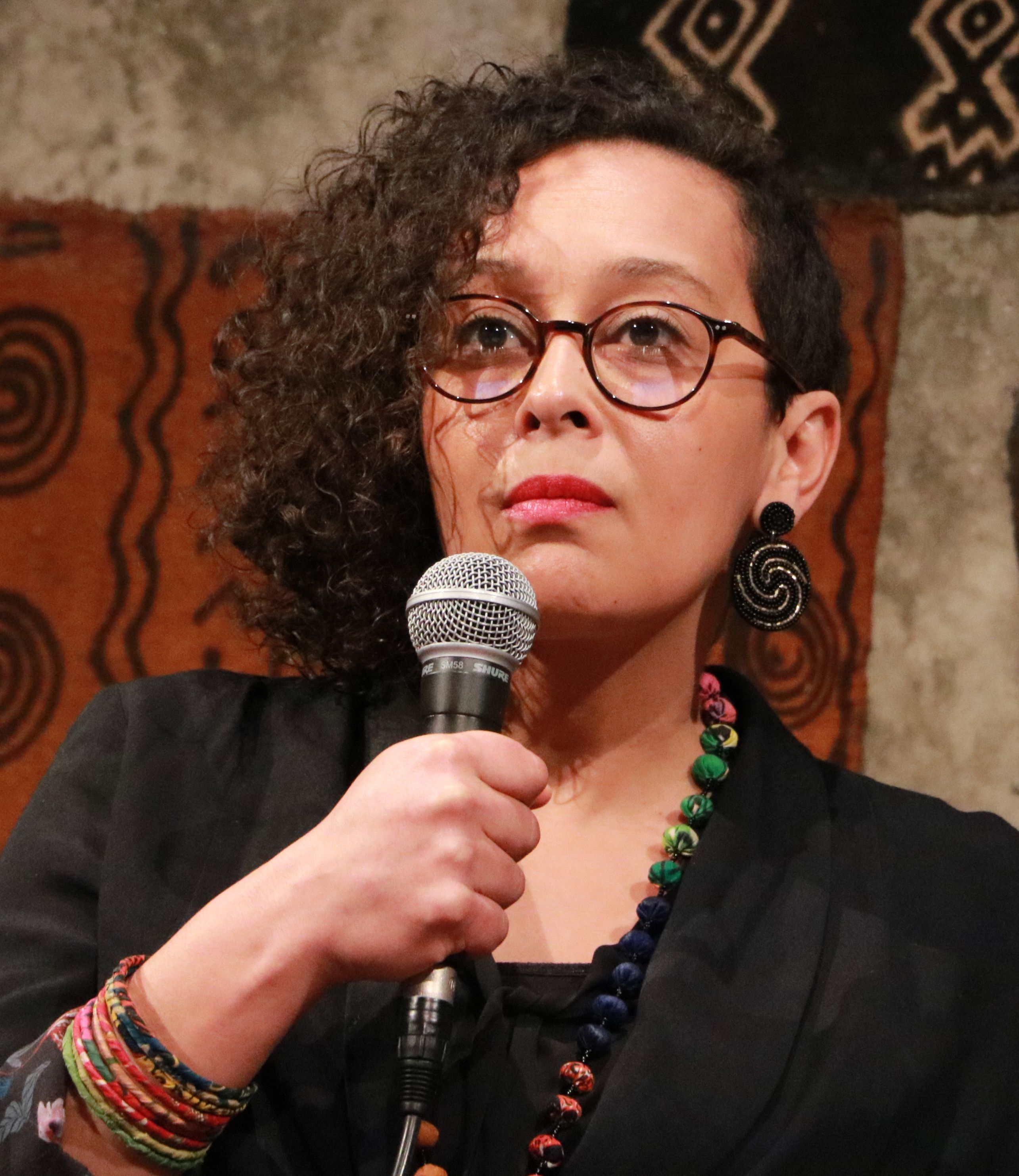
Beata Umubyeyi Mairesse

Beata Umubyeyi Mairesse (geboren 1979 in Butare, Rwanda) ist eine franco-ruandische Schriftstellerin.

## Leben und Wirken
Beata Umubyeyi Mairesse ist in Butare in Ruanda geboren und aufgewachsen. Sie überlebte 1994 den Völkermord an den Tutsi in Ruanda und kam im Juli desselben Jahres nach Frankreich. Dort besuchte sie drei Jahre einen privaten, katholischen Lycée in Beaucamps-Ligny, einem Vorort von Lille, wo sie aufgrund eines Aufnahmeprogramms für Kinder aus Kriegsländern kein Schulgeld bezahlen musste. Unter der Woche wohnte sie im Internat, an den Wochenenden in einer Gastfamilie. Nach dem Baccalauréat absolvierte sie die sprachlich-geisteswissenschaftlichen Vorbereitungsklassen (Hypokhâgne und Khâgne) am Lycée Faidherbe in Lille, erwarb ein Diplom am Institut d’études politiques (Sciences Po Lille) und anschließend ein Diplôme d’études supérieures spécialisées (DESS) in internationaler Zusammenarbeit und Entwicklung an der Universität Panthéon-Sorbonne. Sie arbeitete für internationale NGOs, bevor sie sich 2007 in Bordeaux niederließ, wo sie Projekte zur Gesundheitsprävention koordiniert. Dort hat sie einen afrokaribischen Lesezirkel gegründet, den sie mitbetreut.
2015 erschien ihre erste Sammlung von Kurzgeschichten, Ejo, ein Wort, das in Kinyarwanda sowohl „gestern“ als auch „morgen“ bedeutet. Er erzählt durch die Stimmen von Frauen von der Zeit vor und nach dem Genozid an den Tutsi in Ruanda. Für dieses Werk erhielt sie 2016 den Prix François Augiéras.
Ihre zweite Sammlung von Kurzgeschichten, Lézardes (Risse), wurde 2017 veröffentlicht. Er enthält ein Gruppenporträt der ruandischen Generation der Autorin, wiederum in kurzen Geschichten zwischen Märchen und Kurzgeschichte, die vor und nach dem Genozid von 1994 spielen. Ein zentrales Element der Sammlung ist die Auswirkung dieses Ereignisses auf den Lebensweg von Kindern und werdenden Eltern.
Aprés le progrès (Nach dem Fortschritt), ihr drittes veröffentlichtes Buch, ist eine Sammlung von 45 Prosagedichten, die in drei Teile gegliedert sind mit den Titeln perdu, volé, racheté (verloren, gestohlen, gekauft).
Ihr erster Roman, Tous tes enfants dispersés, erschien im Literaturherbst 2019.
Es erzählt die Geschichte einer Familie über drei Generationen hinweg zwischen Frankreich und Ruanda und behandelt die Themen der Vermischung und der Weitergabe. Es erzählt durch die Stimmen starker Frauen, die sich ihre Geschichte wieder aneignen, und zeigt so die feministische Ader der Autorin. Das Werk wurde von der Kritik sehr positiv aufgenommen und wurde für mehrere Literaturpreise nominiert (Prix Wepler, Prix André Malraux, Prix Jean Giono, Prix du premier roman der SGDL). Es erhielt ferner den Prix des cinq continents de la francophonie 2020 sowie mehrere andere Literaturpreise.
Ihr zweiter Roman, Consolée, wurde im Herbst des Jahres 2022 veröffentlicht. Er ist teilweise von einer historischen Tatsache inspiriert, dem Schicksal von Mischlingskindern (Métis belges), die während der belgischen Kolonialzeit in Afrika ihren schwarzen Müttern entrissen wurden, um von weißen Nonnen im „Institut pour enfants mulâtres de Save“ aufgezogen zu werden. Der fiktionale Text stellt das koloniale Erbe im weiteren Sinne in Frage, indem er den Lebensweg eines dieser Kinder, das zu einer alten Frau in einem französischen Pflegeheim geworden ist, mit den Erfahrungen schwarzer Menschen im heutigen Frankreich in Verbindung bringt. Für diesen Roman erhielt die Autorin 2023 den Prix Ahmadou Kourouma, der vom Salon international du livre et de la presse, der Genfer Buchmesse, verliehen wird.

## Werke

### Sammlungen von Kurzgeschichten
- Ejo, La Cheminante, 2015
- Lézardes, La Cheminante, 2017
- Ejo – Lézardes et autres nouvelles, Autrement, 2020

### Romane
- Tous tes enfants dispersés, Autrement, 2019 J'ai Lu, 2021
  - englische Übersetzung: All Your Children, Scattered. übersetzt von Alison Anderson, London 2022, ISBN 978-1-78770-405-3.

- Consolée, Autrement, 2022; J'ai Lu, 2024

### Gedichtbände
- Après le progrès, La Cheminante, 2019

### Erzählung
- Le convoi, Flammarion, 2024

### Einzelne Kurzgeschichten
- Cette colline qui ne m'a pas quittée, XXI Nr. 26, Frühjahr 2014
- Febronie—Maternités. aus der Kurzgeschichtensammlung Ejo. La Cheminante, 2015
  - englische Übersetzung: Motherhood. übersetzt von Edward Gauvin, Words Without Borders, August 2017 – The New French[16]
- Noir et Blanc, Brèves Nr. 109, 2017
- Igicucu, Brèves Nr. 109, 2017
- La Civilisation, Apulée – La guerre et la paix, 2018[17]
- Petite, Onuphrius, 2018[18]
- Miss, Apulée – Traduire le monde, 2019[19]
- Elle écrit, Nouvelles du Rwanda, Ed. Magellan & cie, 2019[20]
- Le Fardeau de la femme blanche, La Nouvelle Revue française Nr. 639, November 2019[21]